# (500072) 2011 WN25
(500072) 2011 WN25 es un asteroide perteneciente al cinturón de asteroides, descubierto el 18 de noviembre de 2011 por el equipo del Mount Lemmon Survey desde el Observatorio del Monte Lemmon, Arizona, Estados Unidos.

## Designación y nombre
Designado provisionalmente como 2011 WN25.

## Características orbitales
2011 WN25 está situado a una distancia media del Sol de 2,224 ua, pudiendo alejarse hasta 2,502 ua y acercarse hasta 1,946 ua. Su excentricidad es 0,124 y la inclinación orbital 7,818 grados. Emplea 1211,75 días en completar una órbita alrededor del Sol.

## Características físicas
La magnitud absoluta de 2011 WN25 es 17,9.